# My True Love Gave To Me: Twelve Holiday Stories
My True Love Gave to Me: Twelve Holiday Stories è un'antologia del 2014 curata da Stephanie Perkins con dodici storie scritte da Perkins, Holly Black, Ally Carter, Matt de la Peña, Gayle Forman, Jenny Han, David Levithan, Kelly Link, Myra McEntire, Rainbow Rowell, Laini Taylor e Kiersten White. Il libro è stato pubblicato il 14 ottobre 2014 dalla St. Martin's Press.

## Trama
L'antologia presenta dodici storie ambientate durante i mesi invernali. Ogni storia parla di una coppia diversa di personaggi che si innamorano in diversi contesti, ma sempre durante le vacanze natalizie.

## Racconti
I racconti inclusi nella raccolta sono:
- "Midnights" di Rainbow Rowell
- "The Lady and the Fox" di Kelly Link
- “Angels in the Snow” di Matt de la Peña
- "Polaris Is Where You’ll Find Me" di Jenny Han
- "It’s a Yuletide Miracle, Charlie Brown" di Stephanie Perkins
- "Your Temporary Santa" di David Levithan
- "Krampuslauf" di Holly Black
- "What the Hell Have You Done, Sophie Roth?" di Gayle Forman
- "Beer Buckets and Baby Jesus" di Myra McEntire
- "Welcome to Christmas, CA" di Kiersten White
- "Star of Bethlehem" di Ally Carter
- "The Girl Who Woke the Dreamer" di Laini Taylor

## Accoglienza
L'accoglienza per la raccolta di racconti è stata generalmente positiva. Publishers Weekly ha affermato che "non mancano strutture accoglienti per il romanticismo delle vacanze in questa accattivante raccolta di racconti", descrivendo il libro come "una rara delizia stagionale". Ellen Hopkins del New York Times Book Review ha elogiato il libro, descrivendolo come "una raccolta meravigliosa, certa di guadagnare un posto prezioso su molti scaffali Young Adult", lodando la diversità dei personaggi e la narrazione intelligente.